# Pseudoperotis
Pseudoperotis es un género de escarabajos barrenadores metálicos del orden Coleoptera.

## Especies
- Pseudoperotis animosus (Kerremans, 1900)
- Pseudoperotis cyaneus (Obenberger, 1936)
- Pseudoperotis embriki (Obenberger, 1936)
- Pseudoperotis scabrosulus (Obenberger, 1924)
- Pseudoperotis subrugosus (Boheman, 1860)
- Pseudoperotis subviolaceus (Peringuey, 1886)